# Мартинат, Джулио
Джулио Мартинат (24 февраля 1891 — 26 января 1943) — итальянский военный. Бригадный генерал. Участник Второй мировой войны.

## Биография
Родился в Перреро, в 1911 году принял участие в завоевании Ливии. В 1935 году участвовал в Завоевании Эфиопии. Отличился в завоевании Албании в 1939 году. Был начальником 3-й Альпийской дивизии «Джулия» с 1937 до 1941 года.
В 1940 году участвовал в греко-итальянской войне в должности начальника штаба Corpo d’Armata Alpino (Альпийский армейский корпус). 17 июля 1942 года в той же должности был отправлен на Восточный фронт в составе части Armata Italiana в России (ARMIR). В ноябре получил повышение до бригадного генерала.
В январе 1943 года руководил итальянскими войсками в битве под Николаевкой, пытался вырваться из окружения, однако был убит. Был посмертно награждён Рыцарским крестом Железного креста и Золотой медалью за воинскую доблесть.